# وزارة العمل والشؤون الاجتماعية (ألمانيا)
الوزارة الاتحادية للعمل والشؤون الاجتماعية (بالألمانية: Bundesministerium für Arbeit und Soziales) تختصر BMAS، هي وزارة اتحادية في جمهورية ألمانيا الاتحادية يقع مقرها الرئيسي في برلين ولها مقر فرعي في مدينة بون. يرأس الوزارة منذ 14 مارس عام 2018 هوبرتوس هايل من الحزب الديمقراطي الاجتماعي (SPD).

## خلفية تاريخية

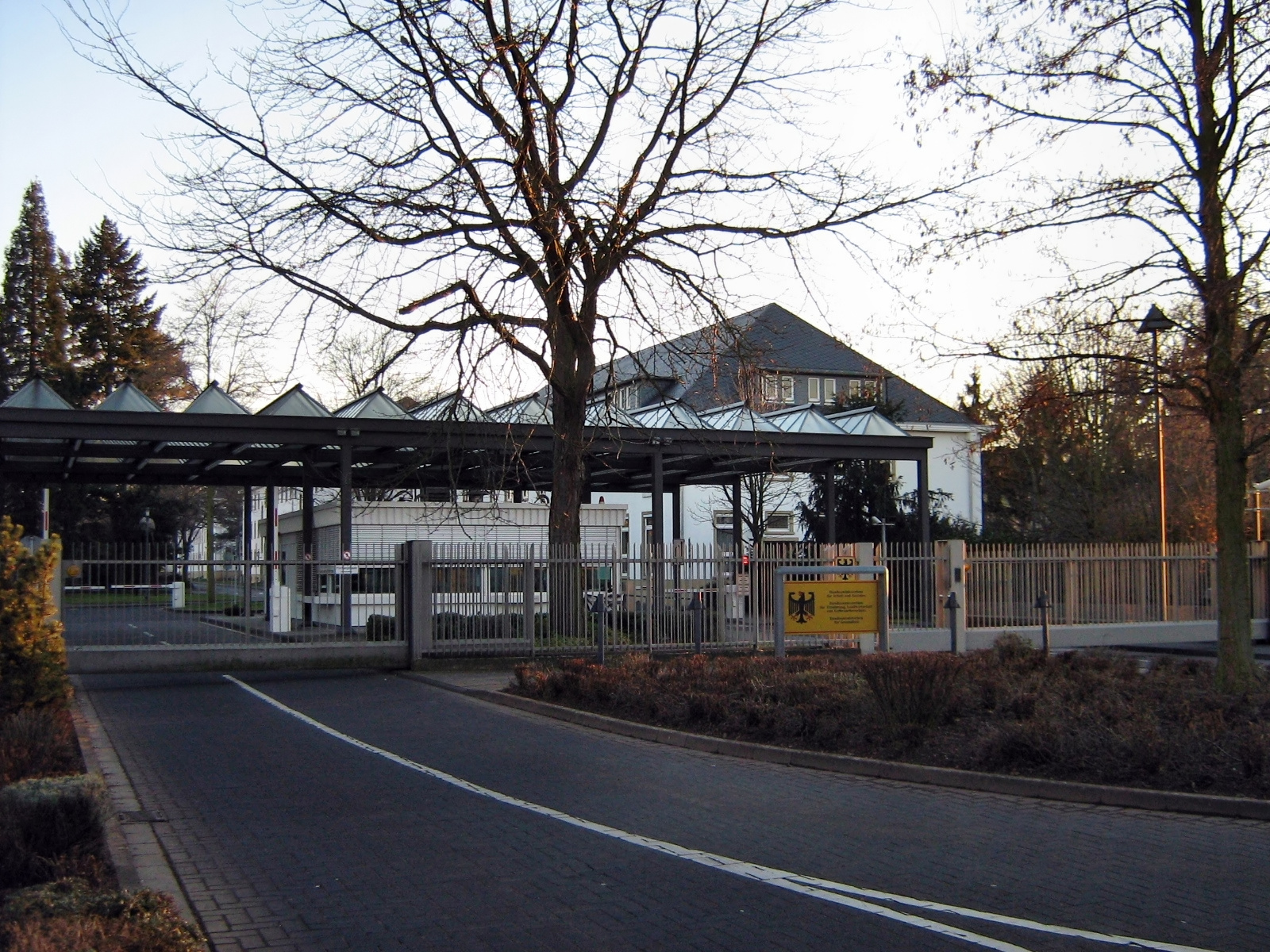
تحرير

تأسست وزارة العمل في جمهورية فايمار في 13 شباط 1919 خلفاً لمكتب العمل (Reichsarbeitsamt) في الإمبراطورية الألمانية. أصبح السياسي غوستاف باور من الحزب الاجتماعي الديمقراطي أول وزير للعمل في حكومة المستشار فيليب شايدمان. في يوم وصول هتلر للسلطة في كانون الثاني 1933 تم تعيين السياسي فرانتس زيلتده من الحزب الوطني الألماني وزعيم ميليشية القبعة الحديدية وزيراً للعمل في حكومة هتلر، وهو المنصب الذي شغله رسمياً حتى عام 1945، على الرغم من عدم امتلاكه لسلطة فعلية.
أعيد تأسيس وزارة العمل في ألمانيا الغربية في بون في 20 أيلول 1949 في حكومة كونراد أديناور الأولى. وفقًا لقانون برلين/بون لعام 1991 انتقلت الوزارة إلى مقرها الحالي في وسط برلين في عام 2000 في أماكن كانت تستخدم سابقًا من قبل وزارة الدعاية ومؤسسة الجبهة الوطنية الألمانية الشرقية.
خلال حكومة شرودر الثانية من 2002 إلى 2005 تم حل الوزارة وأُحيلت مسؤولياتها للوزارة الاتحادية للاقتصاد والعمل  والوزارة الاتحادية للصحة والضمان الاجتماعي. تم إعادة تشكيل الوزارة مرة أخرى عندما تم تشكيل حكومة جديدة تحت رئاسة المستشارة أنغيلا ميركل في أعقاب انتخابات البوندستاغ عام 2005. تم تغيير الاسم الألماني من Bundesministerium für Arbeit und Sozialordnung إلى Bundesministerium für Arbeit und Soziales.

## الوزراء
الحزب السياسي:
  CDU
  SPD
| الاسم (ولادة-وفاة)                        | الاسم (ولادة-وفاة)                | الصورة                            | الحزب                             | مدة شغل المنصب        | مدة شغل المنصب        | المستشار (الحكومة)                               |
| الوزير الاتحادي للعمل                     | الوزير الاتحادي للعمل             | الوزير الاتحادي للعمل             | الوزير الاتحادي للعمل             | الوزير الاتحادي للعمل | الوزير الاتحادي للعمل | الوزير الاتحادي للعمل                            |
| ----------------------------------------- | --------------------------------- | --------------------------------- | --------------------------------- | --------------------- | --------------------- | ------------------------------------------------ |
|                                           | أنطون شتورش (1892–1975)           |                                   | CDU                               | 20 أيلول 1949         | 29 تشرين الأول 1957   | كونراد أديناور (I • II)                          |
| الوزير الاتحادي للعمل والشؤون الاجتماعية  |                                   |                                   |                                   |                       |                       |                                                  |
|                                           | تيودور بلانك (1905–1972)          |                                   | CDU                               | 29 تشرين الأول 1957   | 26 تشرين الأول 1965   | كونراد أديناور (III • IV • V) لودفيغ إيرهارت (I) |
|                                           | هانز كاتسير (1919–1996)           |                                   | CDU                               | 26 تشرين الأول 1965   | 21 تشرين الأول 1969   | لودفيغ إيرهارت (II) كورت غيورغ كيزينغر (I)       |
|                                           | فالتر أرندت (1925–2005)           |                                   | SPD                               | 22 تشرين الأول 1969   | 16 كانون الأول 1976   | فيلي برانت (I • II) هلموت شميت (I)               |
|                                           | هربرت إيرنبيرغ (1926–2018)        |                                   | SPD                               | 16 كانون الأول 1976   | 28 نيسان 1982         | هلموت شميت (II • III)                            |
|                                           | هاينتس ڤيستفال (1924–1998)        |                                   | SPD                               | 28 نيسان 1982         | 1 تشرين الأول 1982    | هلموت شميت (III)                                 |
|                                           | نوربرت بلوم ( 1935)               |                                   | CDU                               | 1 تشرين الأول 1982    | 27 تشرين الأول 1998   | هلموت كول (I • II • III • IV • V)                |
|                                           | ڤالتر رييستير ( 1943)             |                                   | SPD                               | 27 تشرين الأول 1998   | 22 تشرين الأول 2002   | غيرهارد شرودر (I)                                |
| الوزارة الاتحادية للاقتصاد والعمل         | الوزارة الاتحادية للاقتصاد والعمل | الوزارة الاتحادية للاقتصاد والعمل | الوزارة الاتحادية للاقتصاد والعمل | 22 تشرين الأول 2002   | 22 تشرين الثاني 2005  | غيرهارد شرودر (II)                               |
|                                           | فولفغانغ كليمنت ( 1940)           |                                   | SPD                               | 22 تشرين الأول 2002   | 22 تشرين الثاني 2005  | غيرهارد شرودر (II)                               |
| الوزيرة الاتحادية للصحة والضمان الاجتماعي |                                   |                                   |                                   | 22 تشرين الأول 2002   | 22 تشرين الثاني 2005  | غيرهارد شرودر (II)                               |
|                                           | أولا شميدت ( 1949)                |                                   | SPD                               | 22 تشرين الأول 2002   | 22 تشرين الثاني 2005  | غيرهارد شرودر (II)                               |
| الوزير الاتحادي للعمل والشؤون الاجتماعية  |                                   |                                   |                                   |                       |                       |                                                  |
|                                           | فرانتس مونتيفيرينغ ( 1940)        |                                   | SPD                               | 22 تشرين الثاني 2005  | 21 تشرين الثاني 2007  | أنغيلا ميركل (I)                                 |
|                                           | أولاف شولتس ( 1958)               |                                   | SPD                               | 21 تشرين الثاني 2007  | 28 تشرين الأول 2009   | أنغيلا ميركل (I)                                 |
|                                           | فرانتس يوسف يونغ ( 1949)          |                                   | CDU                               | 28 تشرين الأول 2009   | 27 تشرين الثاني 2009  | أنغيلا ميركل (II)                                |
|                                           | أورسولا فون دير لاين ( 1958)      |                                   | CDU                               | 30 تشرين الثاني 2009  | 17 كانون الأول 2013   | أنغيلا ميركل (II)                                |
|                                           | أندريا ناليس ( 1970)              |                                   | SPD                               | 17 كانون الأول 2013   | 28 أيلول 2017         | أنغيلا ميركل (III)                               |
|                                           | كاتارينا بارلي (بالوكالة) ( 1968) |                                   | SPD                               | 28 أيلول 2017         | 14 آذار 2018          | أنغيلا ميركل (III)                               |
|                                           | هوبرتوس هايل ( 1972)              | zentriert                         | SPD                               | 14 آذار 2018          | في المنصب             | أنغيلا ميركل (IV)                                |

## روابط خارجية
- الموقع الرسمي